# 弗雷迪·沃尔夫
弗雷迪·沃尔夫（英語：Freddie Wolff，1910年10月13日—1988年1月26日），英国男子田径运动员，主攻短跑。他曾代表英国参加1936年夏季奥林匹克运动会田径比赛，获得男子4×400米接力金牌。